# 梅佐韋
梅佐韋（羅馬化：Myzove）是烏克蘭的城鎮，位於該國西部沃倫州，由科韋利區負責管轄，始建於1502年，面積5.2平方公里，海拔高度171米，2001年人口1,093，人口密度每平方公里210.35人。